# Elección para gobernador de Montana de 2020
La elección para gobernador de Montana de 2020 tuvo lugar el 3 de noviembre de ese año, en conjunto con las elecciones presidenciales y las elecciones a la Cámara de Representantes.
- Datos: Q48835101